# Corail (Haití)
Corail (en criollo haitiano Koray) es una comuna de Haití que está situada en el distrito de Corail, del departamento de Grand'Anse.

## Secciones
Está formado por las secciones de:
- Duquilon (que abarca la villa de Corail)
- Fond d'Icaque
- Champy (también denominada Nan Campêche)

## Demografía
| Gráfica de evolución demográfica de Corail entre 2009 y 2015 |
|                                                              |

Los datos demográficos contemplados en este gráfico de la comuna de Corail son estimaciones que se han cogido de 2009 a 2015 de la página del Instituto Haitiano de Estadística e Informática (IHSI). 